# Rekin polarny

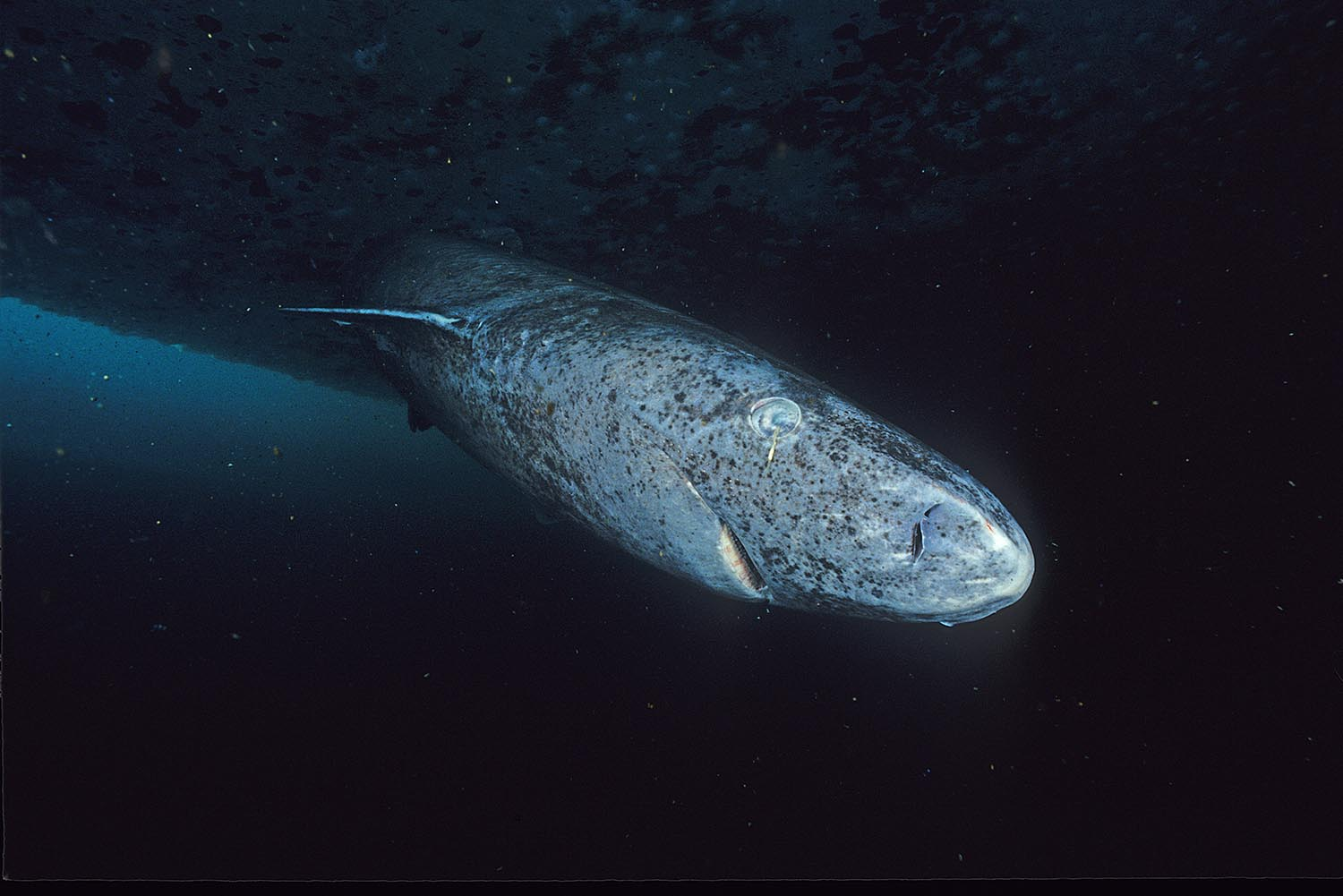
Rekin polarny

Rekin polarny (Somniosus microcephalus), znany także jako rekin grenlandzki – gatunek ryby koleniokształtnej z rodziny Somniosidae. Dawniej zaliczany był do rodziny scymnowatych (Dalatiidae) i rzędu rekinokształtnych (Galeiformes).

## Zasięg występowania
Występuje w wodach Grenlandii, Morza Północnego, północnego Atlantyku, Oceanu Arktycznego i Morza Białego. Niekiedy spotykane są bardziej na południe.

## Cechy charakterystyczne
Ciało wrzecionowate, masywne, z małymi płetwami, ubarwienie grzbietu ciemne (czarne, brązowe lub szare), brzuch jaśniejszy, u niektórych osobników występują ciemne pręgi na grzbiecie i bokach. Pysk szeroki, zaokrąglony. Pięć par szczelin skrzelowych. Dwie płetwy grzbietowe, bez kolców. Brak przesłony migawkowej.
Gatunek ten uważany jest za najdłużej żyjący spośród kręgowców. Wiek najstarszego osobnika szacowany jest na około 400 lat (271-521 lat). Dojrzałość płciowa jest osiągana w wieku 150 lat.

## Opis
Największy osobnik, jaki został złapany, mierzył 6,4 m. Przypuszcza się, że rekiny mogą dorastać do 7,3 m (przy średniej wielkości od 4 do 5 m) i osiągać masę do 1,5 tony. 1/3 masy ciała rekina polarnego stanowi wątroba. Rekin przydenny, spotykany w wodach pelagialnych, schodzący na głębokość do 1200 metrów (jednego osobnika schwytano w Zatoce Meksykańskiej na głębokości 1800 m, jest też doniesienie o rekinie polarnym na głębokości 2200 m). Zimą podpływa bliżej powierzchni, latem spotykany najczęściej na głębokościach 180 do 550 m. Pływa powoli – w porównaniu do wielkości ciała najwolniej z dotąd zbadanych ryb – ze średnią prędkością 1,22 km/h, (max. 2,6 km/h). Wędruje stadami. Poluje na ryby i morskie ssaki, takie jak foki, które przypuszczalnie chwyta, gdy te śpią w wodzie. W żołądkach tych zwierząt znajdowano szczątki reniferów i niedźwiedzi polarnych.
Gatunek jajożyworodny, w miocie – w zależności od wielkości samicy – od 200 do 324 młodych (przez wiele lat uważano jednak, że liczba młodych jest znacznie mniejsza i nie przekracza 10). W chwili narodzin młode mierzą 35–45 cm, a dojrzałość osiągają mając około 2,84 m długości w przypadku samców i 4,19 m długości w przypadku samic. Badania Nielsena i współpracowników (2016) przeprowadzone na grupie 28 samic rekina polarnego o długości ciała od 0,81 m do 5,02 m wykazały, że rekiny polarne osiągają dojrzałość płciową w wieku 156 lat (± 22 lata); największy badany przez autorów rekin polarny osiągnął wiek 392 lat (± 120 lat) i tym samym jest najstarszym znanym kręgowcem, podczas gdy dotychczas szacowano, że gatunek ten dożywa 200 lat. Badania wykonano za pomocą oznaczania radioizotopów pochodzących z próbnych wybuchów bomb termojądrowych.
Rekin ten miał kiedyś znaczenie gospodarcze ze względu na pozyskiwany z jego wątroby olej. Mięso surowe jest toksyczne ze względu na wysoką zawartość N-tlenku trimetyloaminy, dopiero ususzone, sfermentowane lub ugotowane z kilkukrotną wymianą wody nadaje się do jedzenia. Inuici wyrabiali z suszonej skóry ryby materiał na buty.
Rekin polarny obecny jest w legendach i podaniach Inuitów i Aleutów.